# Forte Filippo
Forte Filippo ist eine der beiden Festungen, die den toskanischen Ort Porto Ercole am Monte Argentario beherrschen. Durch die Ausrichtung der beiden Festungen war es Angreifern von der See her sehr schwer, sich Porto Ercole zu nähern. Die Festung wurde von den Orsini angelegt und vom Großherzogtum Toskana wesentlich erweitert. Die Spanier brachten die Festung in ihre endgültige Form. Nach der Gründung Italiens durch Giuseppe Garibaldi wurde die Festung einige Jahrzehnte lang als Kaserne genutzt. Nach Restaurierung in den 1980er Jahren ist die Anlage heute gemeinschaftliches privates Eigentum. 

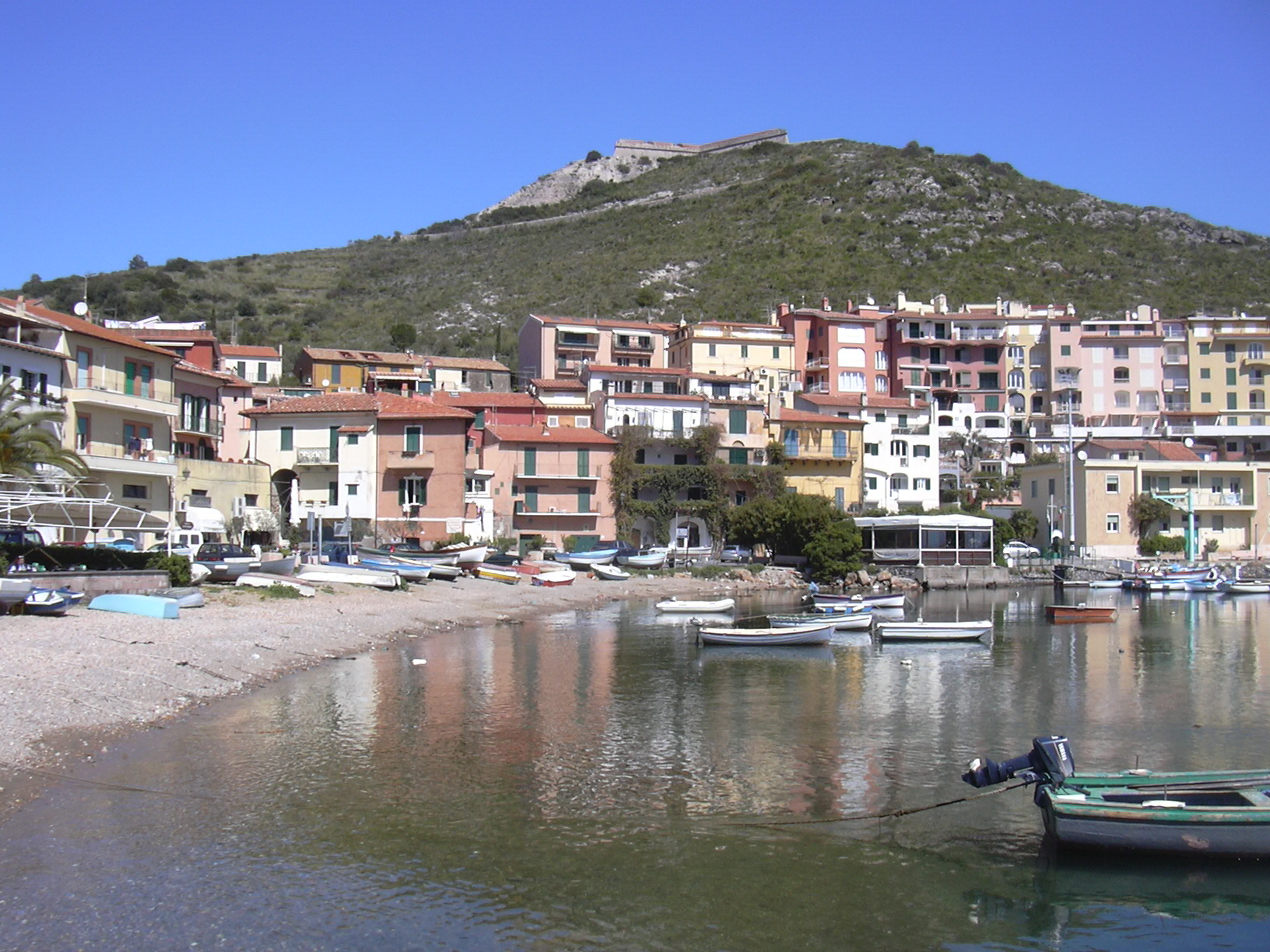
Fort Filippo entstand in der heutigen Form im 16. Jahrhundert im „Garnisonsstaat“ der Spanier

Koordinaten: 42° 23′ 53,2″ N, 11° 12′ 21,3″ O